# Kwartalnik Prawa Prywatnego
Kwartalnik Prawa Prywatnego – czasopismo prawnicze o profilu prywatnoprawnym. 
Pierwotnie wydawane było w latach 1938-1939 w Warszawie przez notariuszy. 
Tytuł został wznowiony w 1992 r. przez Polską Akademię Umiejętności jako kwartalnik. W czasopiśmie publikowane są opracowania i materiały  dotyczące polskiego, europejskiego i obcego prawa cywilnego (wraz z rodzinnym i handlowym), prywatnego międzynarodowego, rolnego, pracy oraz postępowania cywilnego.
Redaktorem naczelnym jest prof. Andrzej Mączyński.